# Mészáros Sára
Mészáros Sára (Székesfehérvár, 1977.–) Jászai Mari-díjas magyar színésznő, bábművész.

## Életpályája
A szentesi Horváth Mihály Gimnázium drámatagozatán érettségizett. 1995–1999 között a Színház- és Filmművészeti Főiskola bábszínész szakos hallgatója volt. 1999–2002 között a debreceni Csokonai Színház tagja volt. 2000–2001 között a tatabányai Jászai Mari Színházban is vendégszerepelt. 2002–2005 között a Pécsi Nemzeti Színház színésznője, majd 2005–2011 között az egri Gárdonyi Géza Színház tagja volt. 2012-től a kaposvári Csiky Gergely Színház művésze. Rendszeresen vállal vendégszerepléseket is.
Bátyja Mészáros Máté színművész. Volt férje, Hüse Csaba szintén színművész.

## Színházi szerepeiből
- William Shakespeare: Rómeó és Júlia... Júlia
- William Shakespeare: Hamlet... Ophelia
- William Shakespeare: Othello, a velencei mór... Bianca
- William Shakespeare: A tél meséje... Perdita, Leontés és Hermione leánya
- William Shakespeare: A velencei kalmár... Jessica
- William Shakespeare: Szentivánéji álom... Heléna
- Anton Pavlovics Csehov: Három nővér... Mása
- Carlo Goldoni: A fogadósnő... Mirandolina, a fogadósnő
- Edmond Rostand: Cyrano de Bergerac... Roxán, Cyrano unokahúga
- Johann Wolfgang von Goethe: Faust... Gitta; Szolgáló
- Luigi Pirandello: Ártatlan bűnök... Bice, Daddi felesége
- Georges Feydeau: A hülyéje... Mme Pontagnac
- Jules Verne: 80 nap alatt a Föld körül... Auda hercegnő
- John Millington Synge: A szentek kútja... Bridge
- Gotthold Ephraim Lessing: Bölcs Náthán... Szittah
- Tennessee Williams: A tetovált rózsa... Rosa Delle Rose
- Sławomir Mrożek: Tangó... Ala, az unokahúg
- Jevgenyij Lvovics Svarc: A király meztelen... Polgármester; 1. udvarhölgy
- Bornemisza Péter: Magyar Elektra... Elektra, Agamemnon király leánya
- Csiky Gergely: Prolik (Ingyenélők)... Irén
- Teleki László: Kegyenc... Júlia, Maximus hitvese
- Jókai Mór: Az aranyember... Athalie
- Petőfi Sándor: A helység kalapácsa... Tűzről pattant lány
- Molnár Ferenc: Az ördög... Elza
- Szép Ernő: Patika... Kati
- Barta Lajos: Szerelem... Nelli
- Tersánszky Józsi Jenő: Kakuk Marci... Csuri Linka, ószeresné fiatal lánya
- Weöres Sándor: Holdbeli csónakos... Gyöngyvér, Jégapó udvari énekesnője
- Hubay Miklós - Ránki György - Vas István: Egy szerelem három éjszakája... Júlia
- Gyárfás Miklós: Tanulmány a nőkről... Egri Péterné
- Bacsó Péter: Te rongyos élet... Primadonna
- Spiró György: Honderű... Annamari, 83 éves
- Spiró György: Kvartett... Feleség
- Spiró György: Az imposztor... Pieknowska/Marianne
- Németh Ákos: Lovass Anita... Kitti
- Németh Ákos: Babett hazudik... Nina
- Szakonyi Károly: Adáshiba... Vanda
- Kárpáti Péter: Tótferi avagy hogy született a világhőse, kinek keresztanyja a Szempétör volt... Szögén asszon
- Békés Pál: TÉVÉ - játék... Páder Anna, szerkesztő
- Háy János: A halottember... Anya
- Szabó Magda: Sziluett (Vörösmarty-medalionok)... A fiatal Laura
- Ödön von Horváth: Don Juan megjön a háborúból... A nők
- Fényes Szabolcs: Maya... Madelaine
- Zágon István - Eisemann Mihály: Fekete Péter... Colette Ouvrier
- Sárosi István: Kolosi csoda... Kolosi Amálka, gimnazista és nagytehetség
- Vajda Katalin: Anconai szerelmesek... Dorina, Tomao házvezetőnője
- Márton László: Az állhatatlan... Löbl Terézia, Krisztierna komornája
- Márton László: A törött nádszál... Löbl Terézia, Krisztierna komornája
- Kertész Lilly - Fábri Péter: Látogatók... Lili
- Leonard Bernstein: West Side Story... Közöske
- Maurine Dallas Watkins - John Kander - Fred Ebb - Bob Fosse: Chicago... Liz; Pokolravaló Kitty
- Willy Russell: Vértestvérek... Linda
- Michael Frayn: Vadméz... Marja Jefimovna Grekova
- Charlotte Jones: Emésztő tűz... Clara; Muffy
- Bret Easton Ellis - Almási-Tóth András: Bifidus essensis, avagy tűsarkon a téboly... Susan, anya
- Arnold Wesker: A konyha... Molly
- Paul Claudel: A selyemcipő... Doña Prouhéze
- Martin McDonagh: Vaknyugat... Kicsilány
- Jon Fosse: Tél... Nő
- Tracy Letts: Augusztus Oklahomában... Barbara Frordham, Bev és Violet lánya
- Conor McPherson: A gát... Valerie
- Agatha Christie: Az egérfogó... Miss Casewell
- Ray Cooney: Kölcsönlakás... Joanna Markham

## Filmes és televíziós szerepei
- Ámbár tanár úr (1998)
- Örök tavaly (2001)
- Boldog születésnapot! (2003)
- A nyugalom (2006)

## Díjai és kitüntetései
- Domján Edit-díj (2012)
- Jászai Mari-díj (2020)
- Komor-gyűrű (2024)[7]